# Food and Nutrition Board
Food and Nutrition Board (FNB), gegründet 1940, ist eine Körperschaft innerhalb der US-amerikanischen Non-Profit- und Nichtregierungsorganisation National Academy of Medicine (NAM). Sie untersucht Fragen von nationaler und globaler Bedeutung bezogen auf die Sicherheit, Qualität und Menge der Nahrungsmittelversorgung in den USA – vergleichbar etwa mit der Europäischen Behörde für Lebensmittelsicherheit (englisch: European Food Safety Authority, EFSA).
Im Auftrag der NAM legt sie Grundsätze und Richtlinien für eine gute Ernährung fest und gibt diesbezüglich verbindliche Vorgaben zu Nahrungsaufnahme, Gesundheitspflege und Krankheitsprävention. In seinen Publikationen stellt es hierzu konkrete wissenschaftliche Bewertungen zur Verfügung. So entwickelte das Food and Nutrition Board während der Zeit des Zweiten Weltkriegs die so genannte Recommended Daily Allowances (RDAs)-Liste. Diese wird bis heute (in aktualisierter Form) verwendet und ist eine Zusammenstellung der empfohlenen täglichen Menge an essentiellen Nährstoffen, um den täglichen Bedarf eines Menschen zu decken („empfohlene Tagesdosis“).
Darüber hinaus berät das Food and Nutrition Board staatliche Stellen in Bezug auf Ernährungszustand und Gesundheit der US-Bevölkerung, Ernährungsforschung, Lebensmittelsicherheit, Lebensmitteltechnologie und -verarbeitung sowie Nahrungsmittelressourcen.